# Ricardo Rosa y Alberty
Ricardo Rosa y Alberty (Viana do Alentejo, 27 de Dezembro de 1882 – Cascais, 9 de Julho de 1977) foi um professor e escritor português. Destacou-se principalmente pela sua carreira no ensino e pelo seu envolvimento na Questão de Olivença. Também foi um importante difusor da Pedagogia Científica e do método de Maria Montessori em Portugal.

## Biografia

### Nascimento
Nasceu em Viana do Alentejo, em 27 de Dezembro de 1882, filho de Francisco Rosa y Alberty e Maria Rodan López.

Formação
Em 1904 concluiu a sua formação na Escola do Ensino Normal, na cidade de Évora, e em 1910 diplomou-se como professor do ensino primário elementar na Escola Normal Primária de Lisboa. Posteriormente, em 1916, Ricardo Alberty e sua esposa, Pulsena da Costa, foram para Barcelona para participarem de um curso sobre o método pedagógico de Maria Montessori, o Curso Internacional de Pedagogia Montessori, e conhecerem algumas escolas da região que adotavam a pedagogia montessoriana. 

### Carreira profissional e activismo
Trabalhou principalmente como professor do ensino primário, tendo estado no Barreiro, e em Oeiras de 1911 a 1914. Também em 1911 foi nomeado para a 1.ª Escola Oficial do Sexo Masculino, na Amadora, onde encontrou grandes dificuldades, devido à falta de condições dos edifícios e dos materiais, e a baixa qualidade de vida das crianças. Desta forma, iniciou uma série de medidas de forma a melhorar a escola e permitir o ensino a uma maior população infantil. Neste sentido, procurou a colaboração da Liga de Melhoramentos da Amadora, onde foi membro da comissão executiva entre 1913 e 1914, tendo conseguido a instalação de várias novas instalações escolares no concelho. Em 13 de Abril de 1913, foram inaugurados as primeiras escolas, situadas num edifício denominado de Palácio. Também combateu a prática tradicional dos pais colocarem as crianças a trabalharem na agricultura, tendo dessa forma reduzido consideravelmente o absentismo escolar no concelho, melhorando a sua educação. Entre 1914 e 1919 foi colocado em Lisboa, tendo naquele ano sido colocado no Funchal como inspector do círculo escolar, onde esteve até 1921. Nesse ano regressou a Portugal continental, e em 1926 passou a inspector-chefe e vogal do Conselho Central de Inspecção, para o qual fez vários serviços, como ser presidente do júri de Exames do Estado do Magistério Primário, em 1931.
Foi um grande defensor do republicanismo, tendo participado na implantação da república no Barreiro após a Revolução de 5 de Outubro de 1910, quando estava a ensinar naquela localidade. Nesse mesmo ano, tornou-se administrador do concelho do Barreiro. Porém, foi perseguido pelo regime devido às suas convicções políticas, tendo sido reformado de forma compulsiva em 1936.
Também se dedicou à Questão de Olivença, tendo sido responsável por várias conferências sobre este assunto, tanto em Portugal continental como nas colónias, tendo por exemplo conseguido criar um grupo a favor de Olivença em Coruche, e convencido o professor Hernâni Cidade a aderir ao movimento. Fez parte dos órgãos sociais do Grupo dos Amigos de Olivença desde 20 de Novembro de 1947 até ao seu falecimento, tendo sido crítico da Junta Directiva entre 1947 e 1948, vogal do Conselho de Estudos e Fiscalização entre 1948 e 1949, vice-presidente do Conselho de Estudos de 1950 a 1970, e vogal da Junta Directiva desde 1971 até à sua morte.
Colaborou igualmente em várias publicações, nomeadamente na Gazeta das Escolas, O Século, Boletim Pedagógico, Revista Escolar, Boletim da Casa do Alentejo, Anuário da Casa Pia, Ecos de Belém, Boletim do Grupo dos Amigos de Olivença, A Amadora, O Domingo (Montijo), Radical (Setúbal), Jornal de Viana do Alentejo e Transtagana (Viana do Alentejo), Barlavento (Lagos), Federação Escolar (Porto), e Cronómetro (Barcelona). Em Março de 1976, participou numa conferência de homenagem a Júlio Pereira Garrido em Viana do Alentejo, tendo provavelmente esta sido a última visita que fez à terra natal.

Difusão do método de Maria Montessori em Portugal
O início do século XX foi caracterizado pela tentativa de promover a inovação educacional de Portugal através da adoção de novos métodos pedagógicos. Nessa época, o Estado português arcava, por meio da concessão de bolsas, viagens de educadores a países europeus que aplicavam a Pedagogia Científica. Esses educadores frequentaram cursos de formação de professores, visitaram escolas e aprenderam sobre os métodos de ensino. 
Poucos meses depois, após o retorno ao seu país de origem, Ricardo Alberty produziu um relatório acerca da experiência de formação sobre a pedagogia de Maria Montessori em Barcelona. O Estado potuguês buscava ampliar a educação das crianças menores a partir das ideias da pedagogia moderna. Ele concordava em muitos aspectos com o método montessoriano, no entanto, criticava as questões relacionadas à didática. Em, 1918, o relatório foi publicado pela Casa Pia em Lisboa, instituição de renome em que ele trabalhava como professor. Nesse sentido, a publicação do documento por uma instituição importante da época permitiu o início da difusão do método de Montessori em Portugal. 

### Falecimento
Faleceu em 9 de Julho de 1977, aos 94 anos de idade, em Cascais. Foi enterrado no Cemitério da Guia, naquela vila. Teve pelo menos uma filha e um filho, o escritor Ricardo Eduardo Rios Rosa y Alberty.

## Homenagens
O nome de Ricardo Alberty foi colocado na Escola Básica do 1.º ciclo de Borba, no concelho da Amadora. Uma artéria em Viana do Alentejo também recebeu o nome de Rua Professor Ricardo Rosa y Alberty.

## Obras publicadas

### Sobre o ensino, biografia e economia
- Pouco a Pouco, leitura para a segunda classe
- Mais Adiante, leituras para a terceira classe
- Finalmente…, leituras para a quarta classe
- Trabalhos manuais e educativos e cursos nocturnos (1912)
- A situação económica e moral do professor (1914)
- O Ensino da Língua Materna (1914)
- A instrução primária e o Problema Económico (1914)
- O Método Montessóri (1917)
- Arte de Ser Feliz (conselhos de um professor) (1917)
- Glórias, Primores e Aspirações de Portugal (1918)
- A Instrução Primária e a sua Função Nacional e Ensino Infantil (1918)
- Algumas Notas Biográficas sobre João Inácio Ferreira Lapa (1918)
- O Método Montessóri (1920)
- A Escola Nova (Diário da Madeira, 1921)
- Importância da T.S.F. no Ensino (1932)
- Páginas da Infância (série de livros, com Chagas Franco e Joaquim Tomás)

### Sobre Olivença
- A Questão de Olivença - por quê Olivença não pertence à Espanha (Lisboa, 1960)
- O Problema de Olivença - desfazendo equívocos (Lisboa, 1969)
- A Questão de Olivença (Macau, 1969)
- Bocadinhos de História (Lisboa, 1974)
- A Fronteira de Portugal em Olivença (Lisboa, s. d.)
- Olivença Terra Portuguesa (Efemérides Históricas)